# وادي شعب أثلة
وادي شعب أثلة هو واد في تهامة بلاد بلقرن في العرضيات من فروع وادي نعمة أحد روافد وادي يبة، وعليه عدد من البيوت لقبيلة عمارة بلقرن.